# John Roseboro
John Junior Roseboro (Ashland, Ohio, 13 de mayo de 1933-Los Ángeles, California, 16 de agosto de 2002), más conocido como John Roseboro, fue un jugador profesional estadounidense de béisbol que se desempeñó en la posición de cácher en las Grandes Ligas de Béisbol (MLB). Logró obtener dos Guantes de Oro.

## Carrera
Roseboro jugó como profesional once temporadas en Los Angeles Dodgers (1957-1967), después pasó a Minnesota Twins (1968-1969), luego a Washington Senators, donde jugó una temporada (1970), y fue el equipo en el que se retiró.

## Premios
Fue galardonado con el Guante de Oro en dos oportunidades (1961 y 1966).